# IBM 729

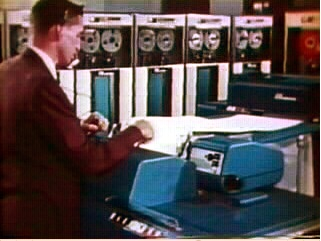
Un banco de unidades de cinta IBM 729.

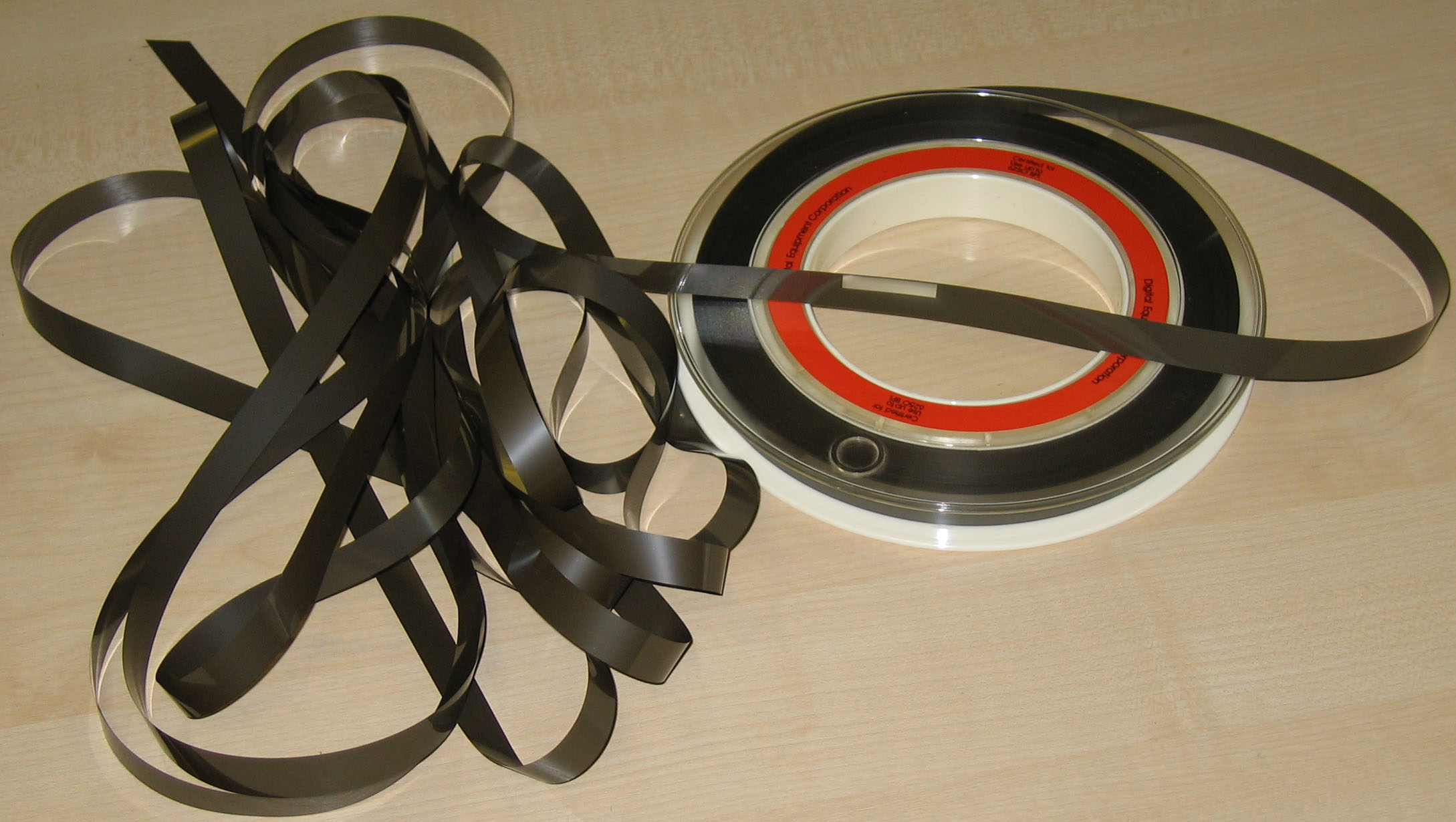
Carrete de cinta mostrando la marca reflectiva de inicio de cinta.

La Unidad de Cinta Magnética IBM 729 fue un ícono de los sistemas de almacenamiento masivo en cinta de IBM desde finales de los 1950s hasta mediados de los 1960s. Parte de la familia de unidades de cinta de 7 pistas de IBM fue usada en computadoras de varias series: los últimos 700, muchos 7000 y varios 1400. Al igual que su predecesor, el IBM 727 y muchos de sus sucesores, el 729 usaba una cinta magnética de 7 pistas de 12,7 mm de hasta 730 m de largo, en carretes de hasta 267 mm de diámetro. Para permitir la rápida aceleración de la cinta, se colocaron columnas de vacío entre la cinta y los rodillos de las cabezas de lectura/escritura.

## Formato de datos
La cinta tenía siete pistas paralelas, seis para datos y una para mantener la paridad. Las cintas con datos en forma de caracteres (BCD) se grababan con paridad par. Las cintas binarias se grababan con paridad impar (Manual 709 p. 20). Entre un metro y un metro y medio de cinta de aluminio se pegaban al final y al inicio de la cinta para servir como marca lógica de inicio y fin de la misma. Existía una protección contra escritura removiendo un anillo plástico de la parte posterior del carrete de la cinta. Un GAP de 19mm entre registros daba tiempo al mecanismo para detener la cinta. Inicialmente la velocidad de la cinta era de 190 cm/s y la densidad de grabación era de 79 caracteres por cm (200 por pulgada). Modelos 729 posteriores soportaron hasta 219 y 315 caracteres por cm. A 79 caracteres por cm, una sola cinta de 730 m podía almacenar alrededor de 50.000 tarjetas perforadas (alrededor de 4.000.000 de bytes de seis bit).
La serie 729 fue reemplazada por unidades de 9 pistas introducidas con el IBM System/360.

## Trivias
Al comienzo del desarrollo, el prototipo del 729 tenía dos luces indicadoras de estado nombradas Select («Selección») y Idle («sin trabajos» pendientes). Un día el vicepresidente visitó el laboratorio y les dijo a los ingenieros «¡Esto es inaceptable! ¡las máquinas IBM NUNCA están idle!». Las etiquetas de las luces fueron rápidamente cambiadas a Select y Ready. Idle también quiere decir holgazán, vago.
En el 2008, una unidad de cinta IBM 729 Mark 5 fue puesta en servicio en la Sociedad del Museo Australiano de Computadoras para leer 173 cintas de datos del Programa Apolo de misiones lunares, que se creían perdidas y habían sido encontradas recientemente.
Al 2009, el Computer History Museum de Mountain View, California, tiene trabajando una unidad IBM 729 conectada a su sistema IBM 1401 (y está interesado en leer las cintas de 7 pistas del público).

## Modelos

### 729 I
El IBM 729 I fue introducido para las computadoras IBM 709 y IBM 705 III, tenían el mismo aspecto que el IBM 727, y usaba tubos de vacío. La principal mejora fue el uso de cabezales dobles lo que permitía verificar la escritura.

### 729 II
El IBM 729 II fue introducido para la serie IBM 700/7000, con un gabinete de estilo nuevo y circuitos transistorizados. Soportaban densidad doble (79 y 219).

### 729 III

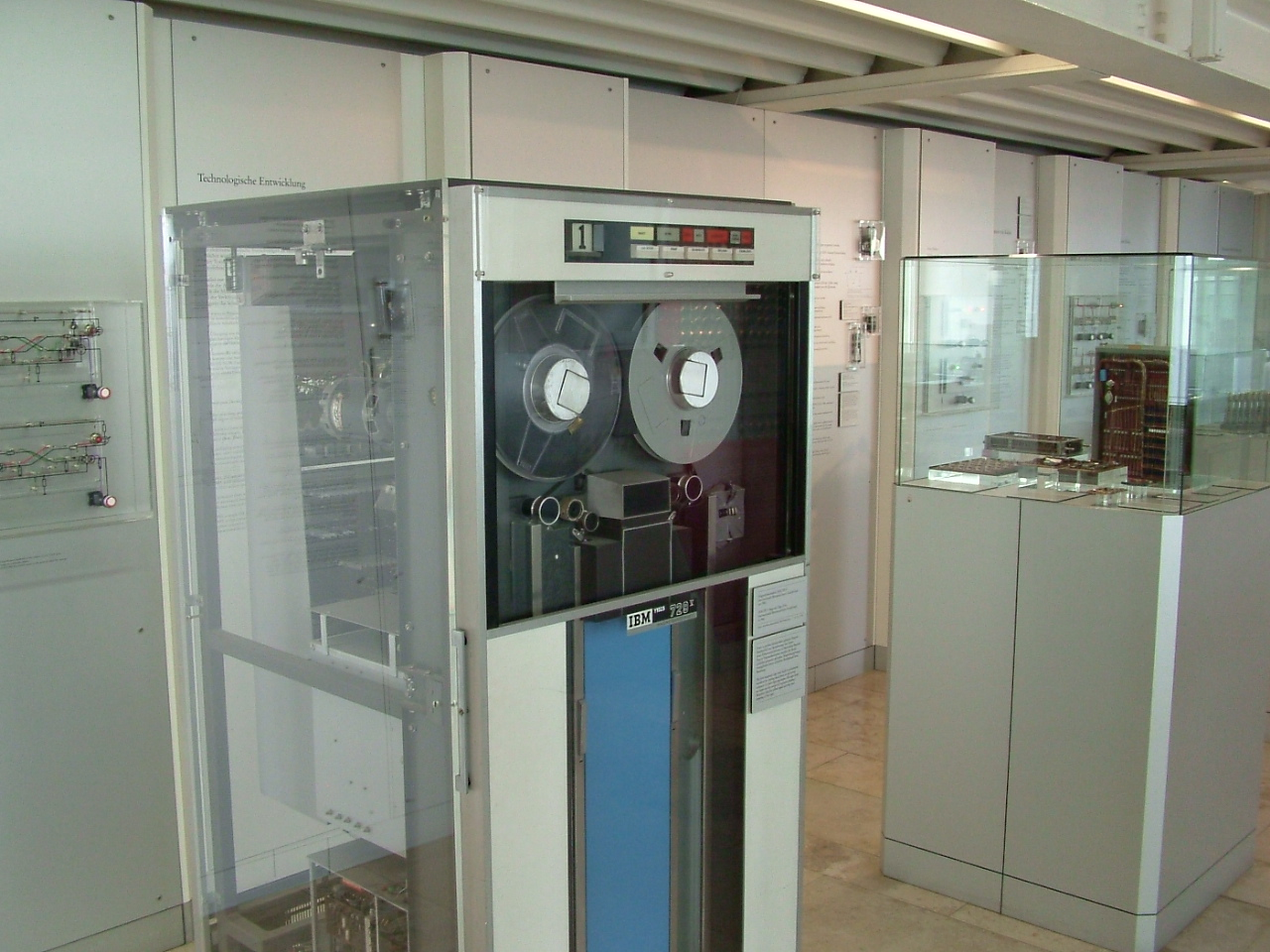
Un IBM 729 V en el Deutsches Museum, Munich.

Alta velocidad (286 cm/s) y densidad doble (219).

### 729 IV
Alta velocidad (286 cm/s) y densidad doble (79, 219).

### 729 V
Alta densidad (315).

### 729 VI
Alta velocidad (286 cm/s) y densidad doble (315).